# 冈山县立大学短期大学部
冈山县立大学短期大学部（日语：／ Okayama-kenritsu Daigaku Tanki Daigakubu *），简称县短，是过去一所位于日本冈山县总社市的公立短期大学。
冈山县立短期大学（日语：／ Okayama-kenritsu Tanki Daigaku *），简称县立短大，是过去一所位于日本冈山县冈山市的公立短期大学。这个短期大学招収男女学生到1992年、停办于1995年

## 概要

### 简介
- 冈山县立短期大学为于1955年开办由冈山县。改编为冈山县立大学短期大学部于1993年。以后招収男女学生到2005年、停办于2007年[3][4]。

### 历史

#### 冈山县立短期大学的历史
- 1955年 冈山县营养短期大学成立于冈山县冈山市[注 2]。并同时设置食物科。
- 1960年 改校名为冈山县立营养短期大学。
- 1961年 体育科成立、改校名为冈山县立短期大学
- 1965年 护理科成立。
- 1967年 保育科成立。
- 1992年 最后一年招生、次年停止招生（正式停办于1995年3月31日[2]）。

#### 冈山县立大学短期大学部的历史
- 1993年 冈山县立大学短期大学部成立于冈山县总社市。并同时设置健康福利学科分离为三个专攻、以下列举。
  - 健康福利专攻
  - 児童福利专攻
  - 生活福利专攻
- 2005年 最后一年招生、次年停止招生（正式停办于2007年3月30日[3]）。

## 学校环境
- 冈山县立短期大学校区：在了冈山县冈山市[注 2]
- 冈山县立大学短期大学部校区：在了冈山县总社市[注 1]

## 历任校长

### 冈山县立短期大学
- 小坂淳夫：最后短期大学校长[5]。

### 冈山县立大学短期大学部
- 小坂淳夫：第一代短期大学校长[6]。

## 组织

### 冈山县立大学短期大学部
| - 健康福利学科 - 健康福利专攻 - 児童福利专攻 - 生活福利专攻 |

### 冈山县立短期大学
| - 食物科 - 保育科 - 体育科 - 护理科 |

### 专科
| - 没有 |

### 业余课程
| - 没有 |

## 相关链接
- 日本短期大学列表